# Момот Віктор Володимирович
Віктор Володимирович Момот (7 лютого 1978, Ужгород) — український ватерполіст і тренер. Майстер спорту України.
Вихованець ДЮСШ (Ужгород), перший тренер — Ісрафіл Енверович Васількін. В 11-му класі переїхав до міста Лева, де продовжив навчання спочатку у Львівському училищі фізкультури, а згодом закінчив Львівський державний університет фізичної культури (2002).
У сезоні 1996/97 запрошений до «Динамо» (Львів). Згодом виступав за «Сентеш» (Угорщина), «Університет» (Іран), ЛСТВ Лодзь (Польща).
Учитель водного поло у Львівському державному училищі фізичної культури та ДЮСШ №3 (Львів).
Захоплення: риболовля.
Дружина — Олена. Виховують сина Кирила та доньку Марту.